# Шиманковщизна
Шиманковщизна (пол. Szymankowszczyzna) — село в Польщі, у гміні Станіславув Мінського повіту Мазовецького воєводства.
Населення — 87 осіб (2011).

## Демографія
Демографічна структура станом на 31 березня 2011 року:
|          | Загалом | Допрацездатний вік | Працездатний вік | Постпрацездатний вік |
| -------- | ------- | ------------------ | ---------------- | -------------------- |
| Чоловіки | 43      | 11                 | 23               | 9                    |
| Жінки    | 44      | 11                 | 22               | 11                   |
| Разом    | 87      | 22                 | 45               | 20                   |